# Ameaças do Céu
Ameaças do Céu  é um documentário que mostra os bastidores do setor elétrico frente aos desafios do clima no país com maior incidência de raios do mundo. O documentário é dirigido pela cineasta Iara Cardoso  e conta com depoimentos de executivos e cientistas. O documentário retrata como estamos afetando o clima e como o clima afeta as nossas vidas.

## TV Fechada
No Brasil a série foi exibida pelo canal fechado History 2